# 国後 (海防艦)
国後（くなしり）は、日本海軍の海防艦。
この名を持つ帝国海軍の艦船としては運送船「国後丸」（くなじりまる）に次いで2代目。艦名は国後島にちなむ。

## 概略
軍艦（ぐんかん）国後（くなしり）は、日本海軍が1939年（昭和14年）3月から1940年（昭和15年）10月にかけて建造した海防艦。建造当初、海防艦は軍艦として扱われていた。
だが1942年（昭和17年）7月の類別変更にともない、軍艦籍より除籍されて海防艦（かいぼうかん）国後（くなしり）に改名および類別変更された。
海防艦としては、占守型海防艦の2番艦である。
占守型1番艦の占守が東南アジア方面で行動したのに対し、残る占守型3隻（国後、八丈、石垣）はアリューシャン列島や千島列島など、主に北東方面海域で行動した。
本艦は1943年（昭和18年）7月のキスカ島撤退作戦（ケ号作戦）に参加。作戦従事中の7月26日、国後は軽巡洋艦阿武隈（第一水雷戦隊旗艦、司令官木村昌福少将）に衝突、これが原因で駆逐艦複数隻（若葉、初霜、長波）の多重衝突事故を引き起こした。終戦後は復員輸送に従事したが、1946年（昭和21年）6月に静岡県御前崎で座礁（救援にきた駆逐艦神風も座礁）、2隻とも放棄された。

## 艦歴

### 竣工まで
③計画の1,200トン型海防艦、仮称艦名第10号艦として計画。
1939年（昭和14年）3月1日、鶴見製鉄造船株式会社鶴見工場で起工。
1940年（昭和15年）2月23日、日本海軍は建造中の敷設艦を津軽（横須賀海軍工廠）、海防艦2隻を国後（鶴見製鉄造船）と八丈（佐世保海軍工廠）、駆逐艦2隻を嵐（舞鶴海軍工廠）と萩風（浦賀船渠）と命名。
5月6日、国後は進水。同日附で清水利夫中佐は国後艤装員長に任命された。5月8日、鶴見製鉄造船株式会社鶴見工場の国後艤装員事務所は、事務を開始する。
10月3日、竣工。艤装員事務所を撤去。清水利夫中佐は国後艦長（初代）となる。主な初代幹部は、砲術長渡部薫大尉、航海長近藤正次中尉等。
本籍を舞鶴鎮守府に定められ、大湊要港部に編入。

### 軍艦 国後
竣工から間もない1940年（昭和15年）10月15日、清水利夫中佐（国後艦長）は神風型駆逐艦4隻（追風、疾風、朝凪、夕凪）で編成された第29駆逐隊司令へ転任。久保田智中佐（当時、勢多型砲艦2番艦比良艦長）が、清水の後任として国後艦長となった。
1941年（昭和16年）8月11日、国後艦長は久保田智中佐から北村富美雄中佐（当時、工作艦明石副長）に交代する。久保田中佐は特務艦宗谷特務艦長へ転任。のちに軽巡洋艦名取艦長として、同艦沈没時に戦死した。
11月20日、国後は択捉島の単冠湾に到着。南雲機動部隊（第一航空艦隊）の入港に備え、哨戒にあたる。また演習と称して同地の沙那（しゃな）郵便局の通信事務を停止させた。また11月22日から23日にかけて機動部隊が単冠湾に到着すると、国後は同湾の警戒任務に従事した。11月26日、南雲機動部隊（旗艦赤城）は単冠湾を出撃、真珠湾に向かった。
太平洋戦争開戦時、占守型3隻（国後、八丈、石垣）はひきつづき大湊警備府部隊に所属していた。占守型2隻（国後、八丈）は軍隊区分「津軽防備部隊」として、津軽海峡の警備に従事。
1942年（昭和17年）1月8日、軍隊区分千島防備部隊に編入され、大湊-千島列島間で行動。6月上旬以降、アリューシャン攻略作戦の支援にあたる。
「子日」の行動履歴と合致しない点はあるが、「国後」副長であった相良辰雄によれば、「国後」が北千島の前進根拠地に初めて入港したとき（具体的な場所や時期は書かれていない）、在泊中だった駆逐艦「子日」から「貴艦はナニユエ本艦に敬礼サレザルヤ」との信号を受け、「国後」艦長が「ワレ国後ナリ」と返信を返すと、「国後」の艦長の方が階級が上のため「子日」艦長があわてて内火艇で謝りに来たという。

### 海防艦 国後
1942年（昭和17年）7月1日、日本海軍は艦艇類別等級を改正する。従来の海防艦は軍艦籍から除籍。格下げされて艦艇の海防艦となり、軍艦「国後」から海防艦「国後」へ改名および類別変更。
北村富美雄中佐の役職も、国後艦長から国後海防艦長にかわった。
同日付で本籍を舞鶴鎮守府に、役務を舞鶴鎮守府警備海防艦に、それぞれ定められる。
7月5日、アガッツ島附近で行動中の子日は米潜水艦（トライトン ）の雷撃で沈没、寺内三郎少佐（子日艦長）以下多数の乗組員が戦死した。
8月31日、清水利夫大佐（第21駆逐隊司令、元国後初代艦長）は第31駆逐隊司令（長波、巻波）へ転任。後日、駆逐艦高波沈没時に戦死した（少将進級）。
11月19日、国後海防艦長は北村富美雄大佐から大田春男中佐（当時、大湊防備隊副長）に交代する。北村大佐は給油艦石廊特務艦長に補職され、同艦沈没時に戦死した（パラオ大空襲）。
11月25日、国後は千島防備部隊は新編された千島方面特別根拠地隊指揮下となる。
12月15日、大田春男中佐（国後海防艦長）は大湊防備隊副長の職務に戻る。後任の国後海防艦長は、川島良雄中佐。
1943年（昭和18年）上旬、本艦は北方部隊（第五艦隊）や千島防備部隊の僚艦（沼風、石垣）等と共に幌筵島方面で行動した。
5月29日、アッツ島の日本軍守備隊は玉砕（アッツ島の戦い）。
6月下旬、ケ号作戦準備にともない、第五艦隊司令長官河瀬四郎中将は大湊警備府司令長官井上保雄中将に国後型海防艦の派遣を要請。指定された国後は、7月5日附で、軍隊区分北方部隊に編入。ケ号作戦（キスカ島撤退作戦）に参加する。水雷部隊（指揮官木村昌福第一水雷戦隊司令官）・補給隊に配され、特設運送船「日本丸」指揮官指揮下で日本丸（9,974トン、山下汽船）を護衛することになった。
7月7日、水雷部隊（軽巡洋艦〈阿武隈、木曾〉、駆逐艦〈島風、五月雨、長波、第10駆逐隊〔夕雲、風雲、秋雲〕、第9駆逐隊〔朝雲、薄雲〕、第21駆逐隊〔若葉、初霜〕〉、給油艦〈日本丸〉、海防艦〈国後〉、運送艦〈粟田丸〉）は幌筵島を出撃。だが諸条件が整わず、7月15日に第一次突入作戦は中止された。作戦を中止した第一水雷戦隊に対する風当たりは強かった。
第二次作戦でも、国後は引き続き日本丸の護衛として参加した。7月22日夜、第五艦隊司令長官（軽巡多摩座乗。多摩艦長は神重徳大佐）を加え、第一水雷戦隊司令官木村昌福少将（旗艦阿武隈、艦長渋谷紫郎大佐）指揮下の水雷部隊（収容隊〈阿武隈、木曾、夕雲、風雲、秋雲、朝雲、薄雲、響〉、第一警戒隊〈若葉、初霜、長波〉、第二警戒隊〈島風、五月雨〉、補給隊〈日本丸、国後〉）は幌筵を出撃する。
7月23日から24日にかけて、濃霧のため数隻（長波、日本丸、国後、多摩）が後落した。この中で国後のみ電話連絡が途絶えた。7月24日、多摩・長波・日本丸は水雷部隊に合同したが、国後だけは依然として行方不明だった。
7月26日夕刻、水雷部隊は日本丸から補給を実施、先頭から日本丸 - 阿武隈 - 多摩 - 木曾 - 島風 - 五月雨 - 夕雲 - 風雲 - 秋雲 - 朝雲 - 薄雲 - 響 - 若葉 - 初霜 - 長波の単縦陣を形成、各艦距離600-400ｍ、速力11ノットで霧中浮標を曳航しながら航行していた。
17時44分（濃霧視界200-300ｍ、日没1746）、霧中から出現した国後は旗艦阿武隈の右舷中央部に衝突。艦首部を損傷した国後は後進をかけ、阿武隈と多摩との間を通り抜けた。旗艦より後続艦に電話連絡がなされたが混乱は著しく、単縦陣後方にいた若葉と初霜が衝突。初霜は後進をかけたところ、長波の左舷に衝突した。
阿武隈・国後・長波の損害は軽微だったが、若葉（第21駆逐隊司令駆逐艦）は最大速力14ノットに低下、幌筵に帰投した。第21駆逐隊司令天野重隆大佐は島風に移乗、第一警戒隊を指揮する。艦首を損傷した初霜（艦長入戸野篶生少佐）は、27日から補給隊に配され、国後海防艦長（川島良雄中佐）指揮下で日本丸の護衛にあたった。
当時の阿武隈主計長（市川）は事故直後の阿武隈艦橋の様子を「案に相違して司令官・参謀・艦長以下全員が大きな声で冗談を言い合っていた」、木村司令官と渋谷艦長の「国後も困ったことをしてくれたが、これだけの事故がおこるほどだから、霧の具合は申し分ないということだ。結構なことではないか、なあ艦長！」「司令官、これで厄おとしが出来ましたな」というやりとりを回想している。また同艦士官室の黒板に書かれていた以下の狂歌（作、石田捨雄大尉。阿武隈水雷長）を紹介している。
この衝突事故と混乱のため、水雷部隊のキスカ島突入予定日は28日から29日に延期。本件を含め一連の遅延により、かえってアメリカ軍の意表をつくことになった。水雷部隊は7月29日に突入、キスカ島将兵の撤収成功。各隊は7月31日から8月1日にかけて、幌筵島に帰投した（補給隊は8月1日10時45分帰着）。
作戦終了後の8月1日、千島方面特別根拠地隊に編入。8月2日、国後は北方部隊編入を解かれ、再び船団護衛任務に従事した。8月5日、日本海軍は北東方面艦隊（司令長官戸塚道太郎中将、兼第十二航空艦隊司令長官）を新編する。千島方面特別根拠地隊は千島方面根拠地隊に改編され、北東方面艦隊隷下となる。
10月25日、国後海防艦長は川島良雄中佐 から 太田耕少佐（当時、千島方面根拠地隊司令部附）に交代した。
1944年（昭和19年）も、北東方面で船団護衛任務や警戒任務に従事した。第五艦隊は8月上旬になり内海西部に回航され、航空兵力も減少。
1945年（昭和20年）2月2日から27日まで、国後は大湊で入渠した。4月、欧州情勢の戦局により、オホーツク海での情勢も緊迫化。
4月10日、日本海軍は海防艦複数隻（福江、国後、八丈、笠戸、占守、択捉）により、大湊警備府（司令長官宇垣完爾中将）麾下に第百四戦隊（司令官渡辺清七少将）を新編した。
軍隊区分警戒部隊（八丈、国後、占守、笠戸、択捉）に配され、八丈海防艦長の指揮下で行動した。
5月1日、国後護衛中の長和丸が襟裳岬南東で撃沈され、国後は対潜戦闘を行うが、戦果不明に終わった（米潜水艦ボーフィンによる）。
終戦時は北海道方面に所在。10月5日、帝国海防艦籍から除籍。同月12日、帝国艦船特別輸送艦と呼称され、復員輸送に従事。12月1日、第二復員省の開庁により舞鶴地方復員局所管の特別輸送艦に定められる。
1946年（昭和21年）6月4日、ビルマ方面からの復員兵をサイゴンより輸送中に静岡県御前崎付近で座礁。国後を救援に来た特別輸送艦「神風」も7日に座礁し、両艦とも放棄された。輸送中の便乗者は特別輸送艦「巨済」に移乗し浦賀へと送られた。26日、特別輸送艦の定めを解かれる。29日、残務整理。8月-1947年7月にかけて解体された。

## 艦長
艤装員長
1. 清水利夫 中佐：1940年5月6日[19] - 1940年10月3日[23]

艦長/海防艦長
1. 清水利夫 中佐：艦長 1940年10月3日[23] - 1940年10月15日[24]
2. 久保田智 中佐：1940年10月15日[24] - 1941年8月11日[25]
3. 北村富美雄 中佐/大佐：1941年8月11日[25] - 海防艦長 1942年7月1日[34] - 1942年11月19日[41]
4. 大田春男 中佐：1942年11月19日[41] - 1942年12月15日[43]
5. 川島良雄 中佐：1942年12月15日[43] - 1943年10月25日[77]
6. 太田耕 少佐/第二復員官：1943年10月25日[77] - 艦長 1945年12月20日 - 1946年3月12日
7. 堀之内芳郎 第二復員官/第二復員事務官：1946年3月12日 - 1946年4月8日
8. 早川尋匡 第二復員事務官/復員事務官：1946年4月8日 -